# 云开草蜥
云开草蜥（学名：Takydromus yunkaiensis），一种发现于中华人民共和国广东省西南部云开山地区的爬行动物，隶属于有鳞目蜥蜴科（正蜥科）草蜥属。其种加词“yunkaiensis”意为“广东云开大山的”。

## 形态特征
云开草蜥体型中等，雄性体长（SVL）37.8～56.0毫米，雌性为42.6～60.8毫米。背部为棕色，腹面为绿色至黄绿色，下颌及喉咙处为浅蓝绿色；背部两侧具有一条显著的黄白色侧线，侧线两侧边缘为黑色，在幼年和成年雌性中不明显或不可见；成年雄性身体两侧为黑棕色，带有淡棕色斑点。

## 保护
本种于2023年被收录入《有重要生态、科学、社会价值的陆生野生动物名录》。